# Electra Heart
Az Electra Heart Marina and the Diamonds walesi énekesnő második nagylemeze. 2012. április 27-én jelent meg a 679 Artists és Atlantic Records kiadók gondozásában. Diamandis számtalan producerrel dolgozott lemezén, mint például Liam Howe, Greg Kurstin, Diplo, Dr. Luke és Stargate.
A lemez elektronikus és popstílusokra épül, mely változást képvisel Diamandis előző, New Wave és indie pop műfajokra épülő albuma után. A Radioactive promóciós kislemezként jelent meg 2011. szeptember 23-án. A hivatalos első kislemez, a Primadonna 2012. március 12-én debütált a BBC Radio 1 műsorán. Nyolc nappal később jelent meg digitálisan. Ezt a Power & Control és a How to Be a Heartbreaker követte.

## Háttér
Marina 2010. november 1-jén jelentette be, 2011-ben második albumán fog dolgozni. 2011. augusztus 8-án Marina feltöltött egy videót YouTube csatornájára, "Part 1: Fear and Loathing" címmel, melyet Caspar Balslev rendezett. A videóban Marina rövidre vágja haját. Két héttel később jelent meg a "Part 2: Radioactive". 2011. szeptember 30-án jelent meg az Egyesült Királyságban. ahol 25. helyen debütált a brit kislemezlistán. A brit kislemezlistán 25. lett, ezzel negyedik top 40-es kislemezét adta ki. Az egyperces "Part 3: The: Archetypes" 2011. december 15-én jelent meg. A Starring Role demója 2011. november 20-án, a Homewrecker 2012. február 27-én jelent meg. A Sex, Yeah!, Power & Control és Living Dead demói kiszivárogtak.
2012. március 1-jén Diamandis Twitter-en és Facebook-on mutatta be az album dallistáját és borítóját. 2012. március 5-én bejelentették, a deluxe kiadáson négy további dal kapott helyet, köztük a Radioactive. Az első kislemez, a Primadonna videóklipje március 12-én jelent meg Diamandis YouTube csatornáján. A brit és svéd rádiók rövidesen sugározni kezdték, utóbbiak április 3-tól. Április 15-én jelent meg digitálisan.
2012. május 18-án Marina feltöltötte a "Part 5: Su-Barbie-A" elnevezésű videót YouTube-ra. A kisfilmben klasszikus hollywoodi filmek és Barbie reklámok hanganyaga és a Valley of the Dolls hallható. A Power & Control július 22-én jelenik meg az album második kislemezeként. 2012. május 18-án osztott meg egy részletet a dalhoz tartozó kisfilmből Twitter-en. Május 31-én jelent meg a teljes klip. Július 3-án Marina bejelentette, az album amerikai változatán megjelenő új szám, a How to Be a Heartbreaker lesz a harmadik brit és második amerikai kislemez.

## Tartalom és inspirációk
Diamandis a Popjustice-nek elárulta, az Electra Heart egy történet, „egy igazi 70-es évekbeli Americana-típusú film”, mely három részből áll. Az album a címadó karakter, Electra Heart köré építkezik, aki Marina szerint nem egy alteregó, sokkal inkább „egy eszköz az amerikai álom ábrázolásához, a görög tragédia elemeivel és ez mind vizuálisan jelenik meg.” Hozzátette, „egy rideg, könyörtelen és sebezhetetlen szereplőt akart”.
Diamandis szerint a lemez „egy óda a működésképtelen szerelemről”, továbbá így nyilatkozott: „A projektet olyan karaktertípusokra alapoztam, melyeket szerelmi történetekben, filmekben és színházakban találtam, többnyire olyanokra, akik erőhöz és irányításhoz köthetőek a szerelemben, a gyengeséggel és legyőzhetőséggel ellentétben […] A visszautasítás többnyire kínos téma és Electra Heart az én válaszom erre. Ez egy őszinte album.”
Az ötlet, hogy Electra Heart köré rendezze dalait a The Family Jewels utáni időkből származik, mikor az Egyesült Államokban is járt:
„A mi Tumblr-generációnkra gondoltam, arra, hogy hogyan jelennek meg ott a fotók és az emberek mindig mini-sztárokká válnak az interneten, és nem tudod, hogy ki kicsoda-ők névtelen arcok. Szóval elkezdtem fényképeket csinálni, úgy, hogy mindegyikben teljesen máshogy nézzek ki, más hotelekben és apartmanokban Amerika-szerte. És ebből kezdtem építeni. Kezdetben elég primadonnás volt, tényleg; olyan könyveket olvastam, mint a Hollywood Babylon, a 30-as és 40-es évekbeli Amerikára fókuszáltam. Így kezdődött, és egy igazi projekt lett belőle.”
Az ITV műsorán, a Lorraine-n Diamandis Madonnát, Marilyn Monroe-t és Marie Antoinette-t nevezte meg az album fő inspirciójának.

## Az album dalai
| 1.    | Bubblegum Bitch       | Marina Diamandis, Rick Nowels                         | Nowels, Dean Reid       | 2:34 |
| 2.    | Primadonna            | Diamandis, Julie Frost, Łukasz Gottwald, Henry Walter | Dr. Luke, Cirkut        | 3:41 |
| 3.    | Lies                  | Diamandis, Gottwald, Walter, Thomas Pentz             | Dr. Luke, Cirkut, Diplo | 3:46 |
| 4.    | Homewrecker           | Diamandis, Nowels                                     | Nowels                  | 3:22 |
| 5.    | Starring Role         | Diamandis, Greg Kurstin                               | Kurstin                 | 3:27 |
| 6.    | The State of Dreaming | Diamandis, Nowels, Devrim Karaoğlu                    | Nowels, Karaoğlu        | 3:36 |
| 7.    | Power & Control       | Diamandis, Steve Angello                              | Kurstin                 | 3:46 |
| 8.    | Living Dead           | Diamandis, Kurstin                                    | Kurstin                 | 4:04 |
| 9.    | Teen Idle             | Diamandis                                             | Liam Howe               | 4:14 |
| 10.   | Valley of the Dolls   | Diamandis, Nowels, Karaoğlu                           | Nowels, Karaoğlu        | 4:13 |
| 11.   | Hypocrates            | Diamandis, Nowels                                     | Nowels, Karaoğlu        | 4:01 |
| 12.   | Fear and Loathing     | Diamandis                                             | Howe                    | 6:07 |
| 46:51 |                       |                                                       |                         |      |

| Deluxe kiadás | Deluxe kiadás      | Deluxe kiadás                                                                  | Deluxe kiadás                 | Deluxe kiadás | Deluxe kiadás | Deluxe kiadás | Deluxe kiadás | Deluxe kiadás | Deluxe kiadás |
|               | Cím                | Szerző(k)                                                                      | Producer(ek)                  | Hossz         |               |               |               |               |               |
| ------------- | ------------------ | ------------------------------------------------------------------------------ | ----------------------------- | ------------- | ------------- | ------------- | ------------- | ------------- | ------------- |
| 13.           | Radioactive        | Diamandis, Clyde Narain, Fabian Lenssen, Mikkel S. Eriksen, Tor Erik Hermansen | Stargate, DJ Chuckie, Lenssen | 3:47          |               |               |               |               |               |
| 14.           | Sex Yeah           | Diamandis, Kurstin                                                             | Kurstin                       | 3:46          |               |               |               |               |               |
| 15.           | Lonely Hearts Club | Diamandis, Ryan McMahon, Ryan Rabin                                            | McMahon, Rabin                | 3:01          |               |               |               |               |               |
| 16.           | Buy the Stars      | Diamandis                                                                      | Howe                          | 4:47          |               |               |               |               |               |
| 62:12         |                    |                                                                                |                               |               |               |               |               |               |               |

| iTunes deluxe videók | iTunes deluxe videók | iTunes deluxe videók | iTunes deluxe videók | iTunes deluxe videók | iTunes deluxe videók | iTunes deluxe videók | iTunes deluxe videók | iTunes deluxe videók | iTunes deluxe videók |
|                      | Cím                  | Rendező              | Hossz                |                      |                      |                      |                      |                      |                      |
| -------------------- | -------------------- | -------------------- | -------------------- | -------------------- | -------------------- | -------------------- | -------------------- | -------------------- | -------------------- |
| 17.                  | Radioactive          | Casper Balslev       | 3:48                 |                      |                      |                      |                      |                      |                      |
| 18.                  | Primadonna           | Casper Balslev       | 3:47                 |                      |                      |                      |                      |                      |                      |
| 69:47                |                      |                      |                      |                      |                      |                      |                      |                      |                      |

| Amerikai és kanadai iTunes változat | Amerikai és kanadai iTunes változat | Amerikai és kanadai iTunes változat                                     | Amerikai és kanadai iTunes változat | Amerikai és kanadai iTunes változat | Amerikai és kanadai iTunes változat | Amerikai és kanadai iTunes változat | Amerikai és kanadai iTunes változat | Amerikai és kanadai iTunes változat | Amerikai és kanadai iTunes változat |
|                                     | Cím                                 | Szerző(k)                                                               | Producer(ek)                        | Hossz                               |                                     |                                     |                                     |                                     |                                     |
| ----------------------------------- | ----------------------------------- | ----------------------------------------------------------------------- | ----------------------------------- | ----------------------------------- | ----------------------------------- | ----------------------------------- | ----------------------------------- | ----------------------------------- | ----------------------------------- |
| 1.                                  | Bubblegum Bitch                     | Diamandis, Nowels                                                       | Nowels, Reid                        | 2:34                                |                                     |                                     |                                     |                                     |                                     |
| 2.                                  | Primadonna                          | Diamandis, Frost, Gottwald, Walter                                      | Dr. Luke, Cirkut                    | 3:41                                |                                     |                                     |                                     |                                     |                                     |
| 3.                                  | Lies                                | Diamandis, Gottwald, Walter, Pentz                                      | Dr. Luke, Cirkut, Diplo             | 3:46                                |                                     |                                     |                                     |                                     |                                     |
| 4.                                  | Homewrecker                         | Diamandis, Nowels                                                       | Nowels                              | 3:22                                |                                     |                                     |                                     |                                     |                                     |
| 5.                                  | Starring Role                       | Diamandis, Kurstin                                                      | Kurstin                             | 3:27                                |                                     |                                     |                                     |                                     |                                     |
| 6.                                  | The State of Dreaming               | Diamandis, Nowels, Karaoğlu                                             | Nowels, Karaoğlu                    | 3:36                                |                                     |                                     |                                     |                                     |                                     |
| 7.                                  | Power & Control                     | Diamandis, Angello                                                      | Kurstin                             | 3:46                                |                                     |                                     |                                     |                                     |                                     |
| 8.                                  | Sex Yeah                            | Diamandis, Kurstin                                                      | Kurstin                             | 3:46                                |                                     |                                     |                                     |                                     |                                     |
| 9.                                  | Teen Idle                           | Diamandis                                                               | Howe                                | 4:14                                |                                     |                                     |                                     |                                     |                                     |
| 10.                                 | Valley of the Dolls                 | Diamandis, Nowels, Karaoğlu                                             | Nowels, Karaoğlu                    | 4:13                                |                                     |                                     |                                     |                                     |                                     |
| 11.                                 | Hypocrates                          | Diamandis, Nowels                                                       | Nowels, Karaoğlu                    | 4:01                                |                                     |                                     |                                     |                                     |                                     |
| 12.                                 | How to Be a Heartbreaker            | Diamandis, Gottwald, Benjamin Levin, Ammar Malik, Walter, Daniel Omelio | Dr. Luke, Cirkut, Benny Blanco      | 3:50                                |                                     |                                     |                                     |                                     |                                     |
| 13.                                 | Radioactive                         | Diamandis, Narain, Lenssen, Eriksen, Hermansen                          | Stargate, DJ Chuckie, Lenssen       | 3:47                                |                                     |                                     |                                     |                                     |                                     |
| 14.                                 | Fear and Loathing                   | Diamandis                                                               | Howe                                | 6:07                                |                                     |                                     |                                     |                                     |                                     |
| 54:01                               |                                     |                                                                         |                                     |                                     |                                     |                                     |                                     |                                     |                                     |

| Amerikai és kanadai deluxe kiadás | Amerikai és kanadai deluxe kiadás     | Amerikai és kanadai deluxe kiadás  | Amerikai és kanadai deluxe kiadás | Amerikai és kanadai deluxe kiadás | Amerikai és kanadai deluxe kiadás | Amerikai és kanadai deluxe kiadás | Amerikai és kanadai deluxe kiadás | Amerikai és kanadai deluxe kiadás | Amerikai és kanadai deluxe kiadás |
|                                   | Cím                                   | Szerző(k)                          | Producer(ek)                      | Hossz                             |                                   |                                   |                                   |                                   |                                   |
| --------------------------------- | ------------------------------------- | ---------------------------------- | --------------------------------- | --------------------------------- | --------------------------------- | --------------------------------- | --------------------------------- | --------------------------------- | --------------------------------- |
| 15.                               | Primadonna (Burns Remix)              | Diamandis, Frost, Gottwald, Walter | Dr. Luke, Cirkut (remix: Burns)   | 4:29                              |                                   |                                   |                                   |                                   |                                   |
| 16.                               | Power & Control (Michael Woods Remix) | Diamandis, Angello                 | Kurstin (remix: Michael Woods)    | 6:38                              |                                   |                                   |                                   |                                   |                                   |
| 17.                               | Primadonna (videóklip)                |                                    | Casper Balslev (rendező)          | 3:47                              |                                   |                                   |                                   |                                   |                                   |
| 18.                               | Radioactive (videóklip)               |                                    | Casper Balslev (rendező)          | 3:48                              |                                   |                                   |                                   |                                   |                                   |
| 1:12:43                           |                                       |                                    |                                   |                                   |                                   |                                   |                                   |                                   |                                   |

Online bónusz tartalom
A brit bővített CD-vel az alábbi bónusz online tartalmak érhetőek el:
- Lies (Acoustic) (video) – 4:07
- Primadonna (Benny Benassi Remix) – 3:55
- Primadonna (Kat Krazy Remix) – 3:39

## Közreműködők
Forrás:
| - Marina Diamandis – vokál (minden dal); zongora (9, 12, 16) - Rusty Anderson – elektromos gitár (1, 4, 6, 10, 11); buzuki (10) - Casper Balslev – fényképezés - Big Active – elrendezés - Tim Blacksmith – producer, vezetés (13) - David Campbell – hangszerelés, karmester (6, 10) - Matt Chamberlain – dob (11) - Dan Chase – billentyűk (1, 4); basszus, dob, programozás (4) - DJ Chuckie – hangszerek, producer (13) - Cirkut – hangszerek, producer, programozás (2, 3) - Danny D. – producer, vezetés (13) - Diplo – programozás, producer (3) - Dr. Luke – hangszerek, producer, programozás (2, 3) - The Elite – dob produkció, dob programozás (9) - Mikkel S. Eriksen – mérnök, hangszerek (13) - Kat Garbutt – vezetés - Serban Ghenea – keverés (2, 3, 5, 7, 8, 14) - Clint Gibbs – mérnök (2, 3) - Matty Green – keverés (1, 4, 6, 10, 11) - John Hanes – mérnök (2, 3, 5, 7, 8, 14) - Tor Erik Hermansen – hangszerek (13) - Liam Howe – producer, keverés (9, 12, 16); Philicorda, santoor (9); szintetizátor (9, 12); Mellotron, programozás, billentyűk (12) - John Ingoldsby – mérnök (1, 4, 6, 10, 11) - Lambrini Kaklamani – vokál (12) - Devrim Karaoğlu – dob, billentyűk, producer, programozás (6, 10, 11); húrok (6); basszus (10, 11) | - Greg Kurstin – billentyűk, producer, programozás (5, 7, 8, 14); mérnök (5, 7, 14); zongora (5); basszus, gitár (7, 8, 14) - Fabian Lenssen – mérnök, hangszerek, producer (13) - Damien Lewis – mérnök (13) - Nigel Lundemo – mérnök (1, 4, 6, 10, 11) - Derek Mackillop – vezetés - Ryan McMahon – mérnök, hangszerek, producer, programozás (15) - Kieron Menzies – mérnök (1, 4, 6, 10, 11) - Katie Mitzell – összehangolás (2, 3) - Rick Nowels – billentyűk, producer (1, 4, 6, 10, 11); elektromos gitár (4); zongora (6, 11) - Charlie Paakkari – mérnök (6, 10) - Dan Parry – keverés (15) - Tim Pierce – elektromos gitár (1, 6, 11) - Ryan Rabin – mérnök, hangszerek, producer, programozás (15) - Dean Reid – basszus, producer, dob, mérnök, billentyűk (1); elektromos gitár (1, 6) - Irene Richter – összehangolás (2, 3) - Tim Roberts – mérnök (2, 3, 5, 7, 8, 14) - Phil Seaford – mérnök (2, 3, 5, 7, 8, 14) - Jesse Shatkin – mérnök (5, 7, 14) - Jon Sher – mérnök (2, 3) - Stargate – producerek (13) - Mark "Spike" Stent – keverés (1, 4, 6, 10, 11) - Phil Tan – keverés (13) - Miles Walker – mérnök (13) - Trevor Yasuda – mérnök (1, 4, 6, 10, 11) |

## Megjelenések
| Ország             | Dátum             | Kiadó                             | Formátum(ok)           | Kiadás(ok)       |
| ------------------ | ----------------- | --------------------------------- | ---------------------- | ---------------- |
| Írország           | 2012. április 27. | 679 Artists, Atlantic Records     | CD, digitális letöltés | Standard, deluxe |
| Egyesült Királyság | 2012. április 30. | 679 Artists, Atlantic Records     | CD, digitális letöltés | Standard, deluxe |
| Svédország         | 2012. május 2.    | Warner Music                      | CD, digitális letöltés | Standard, deluxe |
| Portugália         | 2012. május 6.    | Warner Music                      | CD, digitális letöltés | Standard, deluxe |
| Spanyolország      | 2012. május 6.    | Warner Music                      | CD, digitális letöltés | Standard, deluxe |
| Ausztria           | 2012. május 11.   | Warner Music                      | CD, digitális letöltés | Standard, deluxe |
| Görögország        | 2012. május 14.   | Warner Music                      | CD, digitális letöltés | Standard, deluxe |
| Oroszország        | 2012. május 14.   | Warner Music                      | CD, digitális letöltés | Standard, deluxe |
| Ausztrália         | 2012. május 18.   | Warner Music                      | CD, digitális letöltés | Standard, deluxe |
| Új-Zéland          | 2012. május 18.   | Warner Music                      | CD, digitális letöltés | Standard, deluxe |
| Svájc              | 2012. május 18.   | Warner Music                      | CD, digitális letöltés | Standard, deluxe |
| Olaszország        | 2012. május 22.   | Warner Music                      | CD, digitális letöltés | Standard, deluxe |
| Németország        | 2012. május 25.   | Warner Music                      | CD, digitális letöltés | Standard, deluxe |
| Hollandia          | 2012. május 25.   | Warner Music                      | CD, digitális letöltés | Standard, deluxe |
| Lengyelország      | 2012. május 28.   | Warner Music                      | Digitális letöltés     | Standard         |
| Lengyelország      | 2012. június 18.  | Warner Music                      | CD                     | Standard         |
| Brazília           | 2012. június 18.  | Warner Music                      | Digitális letöltés     | Standard         |
| Kanada             | 2012. július 10.  | Warner Music                      | CD, digitális letöltés | Standard, deluxe |
| Egyesült Államok   | 2012. július 10.  | Atlantic Records, Elektra Records | CD, digitális letöltés | Standard, deluxe |
| Brazília           | 2012. július 11.  | Warner Music                      | CD                     | Standard         |

## Fordítás
- Ez a szócikk részben vagy egészben  az   Electra Heart című angol Wikipédia-szócikk fordításán alapul.  Az eredeti cikk szerkesztőit annak laptörténete sorolja fel. Ez a jelzés csupán a megfogalmazás eredetét és a szerzői jogokat jelzi, nem szolgál a cikkben szereplő információk forrásmegjelöléseként.